# يحيى بن أبي إسحاق
يحيى بن أبي إسحاق تابعي بصري، وأحد رواة الحديث النبوي. روى له الجماعة. أخو عبد الله بن أبي إسحاق. مات سنة 136 هـ وقيل: 132 هـ.

## روايته للحديث النبوي
- روى عن: أنس بن مالك، وسالم بن عبد الله بن عمر بن الخطاب، وسَعِيد بْن أَبي الْحَسَن البَصْرِيّ، وسلمان الأعز، وسليمان بن يسار، وعبد الله بن الحارث البصري، وعَبْد الرحمن بْن أذينة قاضي البصرة، وعبد الرحمن بن أبي بكرة، وعُقْبَة بْن عبد الغافر، وعُمَر بْن أَبي سحيم البهزي، ويحيى بن يعمر، وأبي سَعِيد مولى المهدي.
- روى عنه: إسماعيل بن علية، وبشر بن المفضل، وحماد بن سلمة، وخالد بن عبد الله الواسطي، وسَعِيد بن عَبْد الرَّحْمَنِ أخو أَبِي حرة، وسفيان الثوري، وشعبة بن الحجاج، وعباد بن العوام، وعبد الأعلى بن عبد الأعلى، وعَبْد العزيز بْن المختار، وعبد الوارث بن سعيد، ومحمد بن سيرين، وهُوَ أكبر منه، ومحمد بْن عَبْد الواحد بْن أَبي حَزْم القطعي، وهشيم بن بشير، وأبو عوانة الوضاح بن عبد الله اليشكري، ووهيب بن خالد بن عجلان، ويحيى بن أبي كثير، ومات قبله، ويزيد بن زريع.[1]
- الجرح والتعديل: قال محمد بن سعد البغدادي: «كَانَ ثقة، وله أحاديث، وكَانَ صاحب قرآن وعلم بالعربية والنحو.»، وثّقه النسائي والذهبي وقال ابن حجر العسقلاني: «صدوق ربما أخطأ»، ذكره ابن حبان في كتاب الثقات، وروى له الجماعة.[1]